# Tibor Gyulay
Vitéz Tibor Gyulay von Ótorda (* 12. April 1887 in Kolozsvár, Königreich Ungarn; † 25. Dezember 1960 in Békéscsaba) war ein ungarischer Jurist, Politiker und 1944 kurzzeitig Industrieminister.

## Leben
Gyulay studierte Jura an der Universität in Kolozsvár und arbeitete ab 1909 im Központi Statisztikai Hivatal und ab 1911 im Landwirtschaftsministerium. Von 1919 bis 1921 war Gyulay im Außenministerium angestellt. Ab 1921 war er geschäftsführender Sekretär der Wirtschafts- und Handelskammer, und von 1931 bis 1944 Generalsekretär dieser. Von 29. August bis zum Putsch der Pfeilkreuzler am 16. Oktober 1944 war Gyulay im Kabinett von Géza Lakatos Minister für Industrie. Gyulay war Mitglied des Oberhauses und starb 1960 in Békéscsaba.